# Hsiung Feng I
El Hsiung Feng I (HF-1; chino: 雄風二型; pinyin: Xióngfēng èr xíng, en español: "Viento valiente I") es un sistema de misiles antibuque desarrollado por el Instituto Nacional Chung-Shan de Ciencia y Tecnología de Taiwán entre 1975 y 1978 en respuesta al misil SY-1 puesto en servicio por la Armada del Ejército Popular de Liberación de China.

## Historial de servicio
El Hsiung Feng I era oficialmente una versión de ingeniería inversa del misil antibuque Gabriel Mk.2, aunque se cree que Israel cooperó con Taiwán. El Instituto Sun Yat-sen y el Instituto Nacional Chung-Shan de Ciencia y Tecnología rediseñaron el misil para incluir componentes taiwaneses.
La primera prueba de fuego del Hsiung Feng I se realizó en 1977. La producción inicial comenzó en 1979. Los defectos de diseño del HF-I en el altímetro de radiofrecuencia del radar, el sistema de refrigeración y el motor del cohete minaron la eficacia del misil. Taiwán rediseñó el misil para crear el Hsiung Feng IA (HF-1A), que entró en producción en 1981. El misil estuvo en servicio hasta 2012.
Antes de la entrada en servicio del misil Hsiung Feng II, era la principal arma antibuque de toda la Armada de la República de China. Los combatientes de superficie de primera línea del servicio, incluida la mayoría de los destructores de la clase Gearing y la clase Allen M. Sumner del servicio naval. Estuvo desplegado en los combatientes litorales de la ROCN, en particular los Hai Ou barcos de misiles de clase, así como algunas instalaciones terrestres. Debido a que fue reemplazado por el Hsiung Feng II en patrulleras más grandes y en baterías costeras, el HF-1 está siendo retirado de servicio (junto con el Hai Ou FAC de clase). El último barco que transportó el misil se convirtió al HF-2 a principios de 2013. Los misiles fueron devueltos al NCSIST para su desmantelamiento.

## Variantes

### HF-IA
La variante HF-IA fue creada para abordar deficiencias en el altímetro de radiofrecuencia del radar, el sistema de enfriamiento y el motor del cohete del misil. El misil rediseñado fue designado HF-1A y entró en producción en 1981.